# Trigonothir pyramidatus
Trigonothir pyramidatus is een krabbensoort uit de familie van de Epialtidae.